# Burg Meersburg

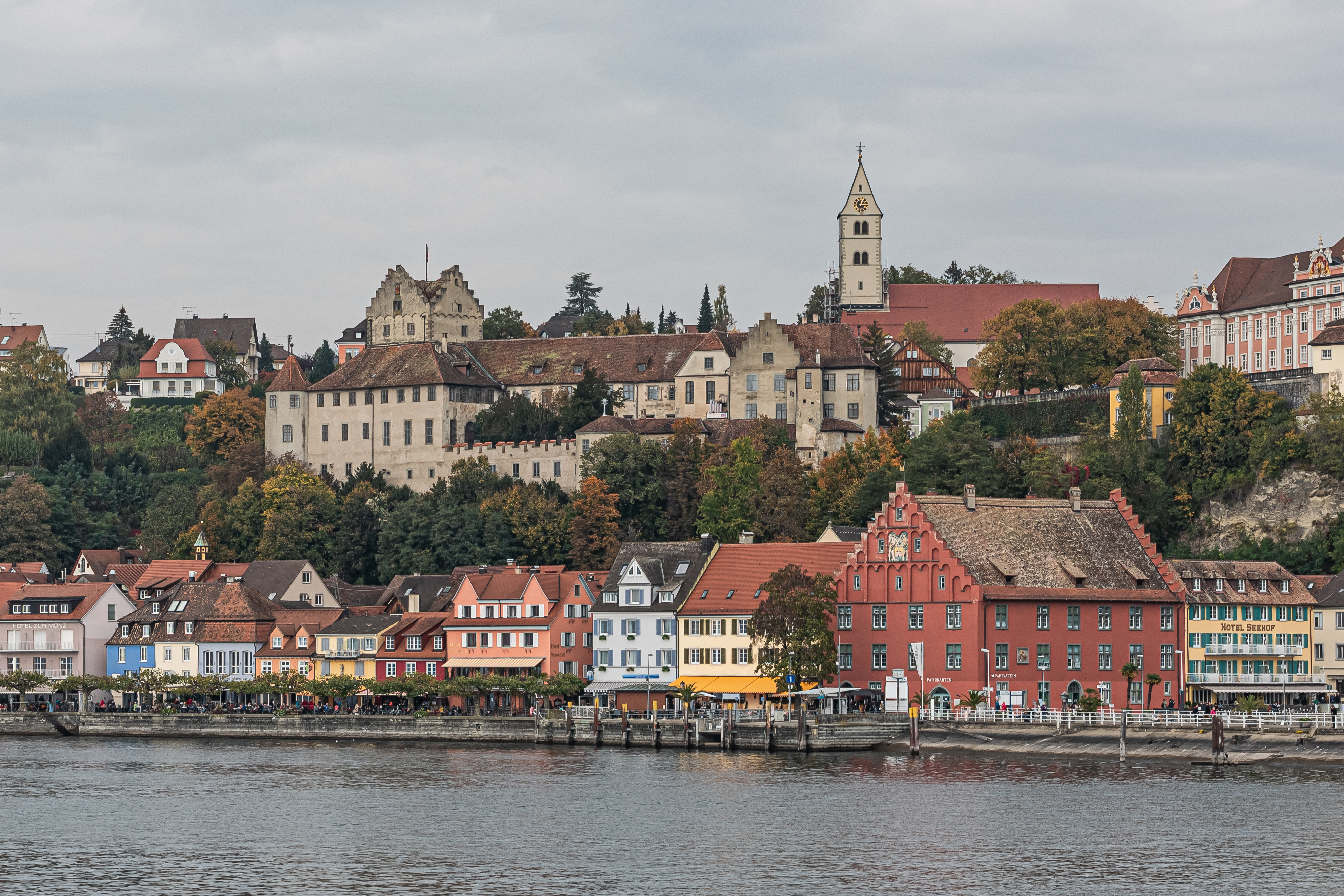
Burg Meersburg och staden Meersburg, från Bodensjön

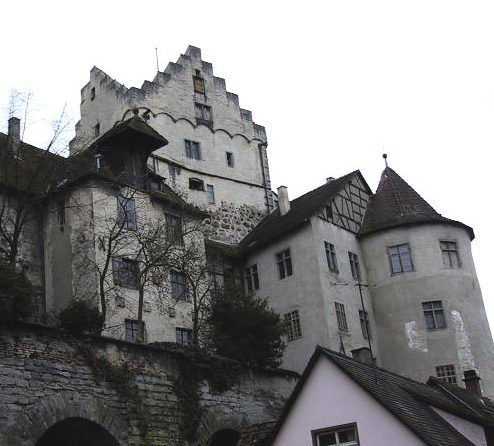
Burg Meersburg från Steigstraße

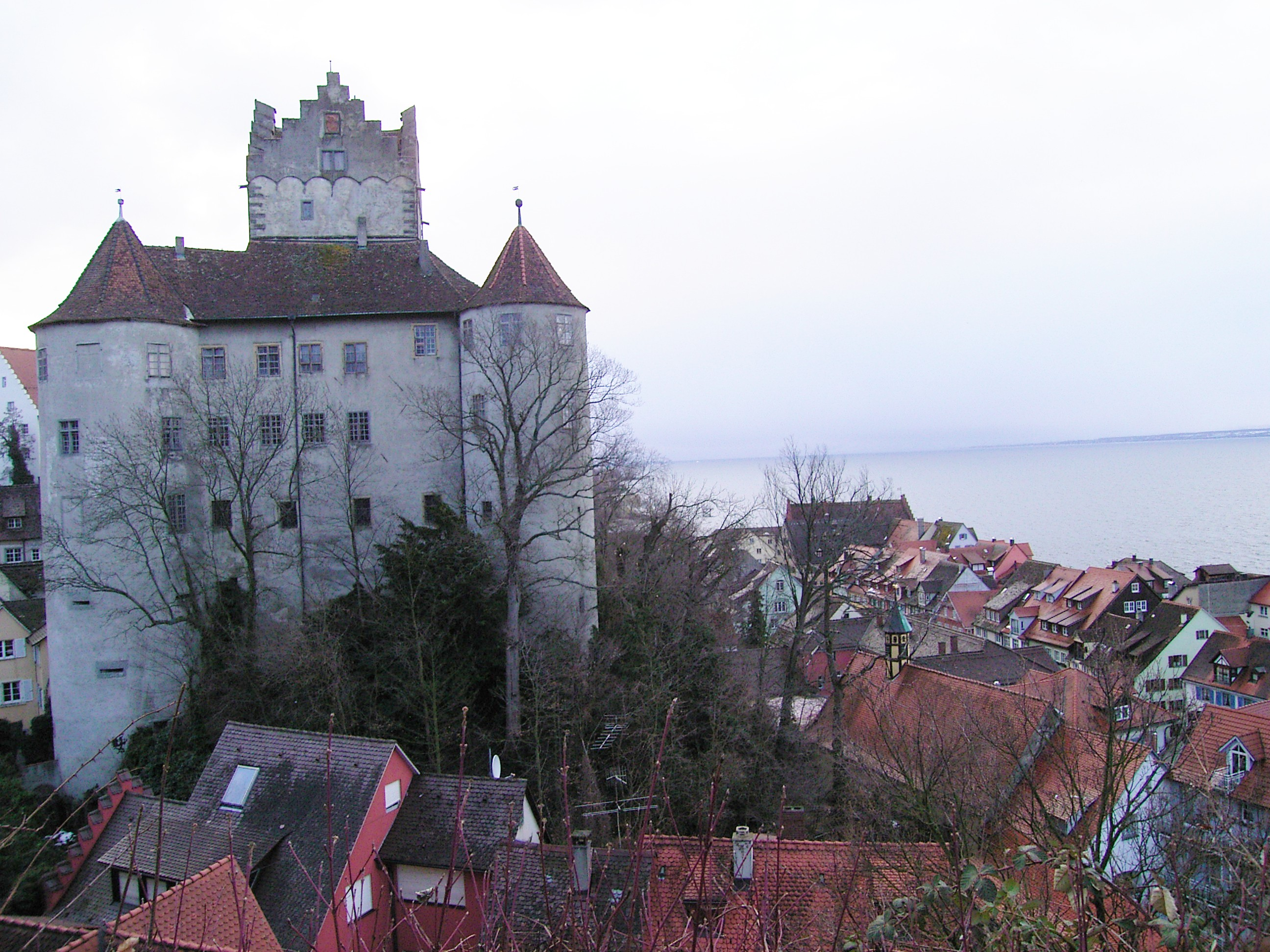
Nordvästra sidan, Bodensjön i bakgrunden

Burg Meersburg, eller Alte Burg (Gamla slottet), ligger i Meersburg vid Bodensjön i delstaten Baden-Württemberg i Tyskland, och är det äldsta bebodda slottet i Tyskland. Det antas ha byggts av Dagobert I under 600-talet. Burg Meersburg kallas för Gamla slottet, i motsats till närliggande  Neues Schloss från 1700-talet.

### Fotnoter
1. ↑  ”Schloss Meersburg” (på tyska). Burgenwelt. Arkiverad från originalet den 9 september 2017. https://web.archive.org/web/20170909233816/http://www.burgenwelt.org/deutschland/meersburg/ge.htm. Läst 9 september 2017.